# Pistolet Walther Model 9
Walther Model 9 – niemiecki, kieszonkowy pistolet samopowtarzalny. Jeden z najmniejszych pistoletów samopowtarzalnych.

## Opis
Walther Model 9 był bronią samopowtarzalną i był ostatnim z tzw. serii "numerowanych" pistoletów Fritza Walthera. Ma stałą lufę, zamek typu odkrytego, działa na zasadzie odrzutu zamka swobodnego. Mechanizm uderzeniowy bezkurkowy. Rezygnacja z kurka zewnętrznego zmniejszyła wymiar broni, ale jednocześnie zmniejszyła jej niezawodność. Pistolet wyposażony był w bezpiecznik nastawny. Jeżeli broń jest gotowa do strzału, koniec iglicy wystaje z tyłu szkieletu umożliwiając dotykiem sprawdzenie stanu broni.
Model 9 był zasilany z wymiennego, jednorzędowego magazynka pudełkowego o pojemności 6 naboi 6,35x15,5 mm umieszczonego w chwycie.
Lufa gwintowana, posiadała sześć bruzd prawoskrętnych.
Pistolet miał stałe przyrządy celownicze.